# 樂天精密化學
乐天精密化学有限公司是一家韩国化学公司，生产甲基纤维素、羟乙基纤维素和尿素等产品。总公司和工厂位于蔚山，办事处位于首尔。它曾经是三星集团的子公司，但目前作为樂天集团的子公司被纳入 KOSPI 200 股票。

## 历史
- 1964年 - 韩国肥料工业作为三星集团的子公司成立。
- 1967年 - 糖精走私案为国家奉献。
- 1973年 - 第一家子公司蔚山石油化学工业（朝鲜语：울산석유화학공업）成立。
- 1976年 - 在韓國證券交易所上市。
- 1994年 - 返回三星集团并更名为三星精密化学。
- 1995年 - 与德山股份有限公司合资韓德化學成立。
- 1996年 - 收购大都制药。
- 2015年 - 被乐天集团收购并更名。

## 外部連結
- 樂天精密化學 （页面存档备份，存于）